# Perenethis symmetrica
Espèce
Synonymes
- Tetragonophthalma symmetrica Lawrence, 1927
- Pisaurellus badius Roewer, 1961
- Perenethis huberti Blandin, 1975
- Perenethis lejeunei Blandin, 1975

Perenethis symmetrica est une espèce d'araignées aranéomorphes de la famille des Pisauridae.

## Distribution
Cette espèce se rencontre en Namibie, en Afrique du Sud, au Congo-Kinshasa, en Tanzanie, au Kenya, à Djibouti et au Sénégal.

## Description
La femelle holotype mesure 8,7 mm.
Le mâle décrit par Sierwald en 1997 mesure 5,3 mm et la femelle 8,5 mm.

## Systématique et taxinomie
Cette espèce a été décrite sous le protonyme Tetragonophthalma symmetrica par Lawrence en 1927. Elle est placée dans le genre Pisaurellus par Roewer en 1961 puis dans le genre Perenethis par Sierwald en 1997.
Pisaurellus badius a été placée en synonymie par Sierwald en 1997.
Perenethis huberti et Perenethis lejeunei ont été placées en synonymie par Sierwald en 1989.

## Publication originale
- Lawrence, 1927 : « Contributions to a knowledge of the fauna of South-West Africa V. Arachnida. » Annals of the South African Museum, vol. 25, no 1, p. 1-75 (texte intégral).